# Péninsule de Kunisaki
La péninsule de Kunisaki (国東半島, Kunisaki-hantō) est une péninsule située au nord-est de l'île de Kyūshū, au Japon.

## Géographie
La péninsule de Kunisaki est située dans la partie nord-est de la préfecture d'Ōita et s'avance dans la mer intérieure de Seto. Le mont Futago (ja), volcan situé au centre de la péninsule, est à l'origine de sa forme circulaire. La côte nord est constituée de rias avec une série de petites criques et de caps.

## Culture locale et patrimoine

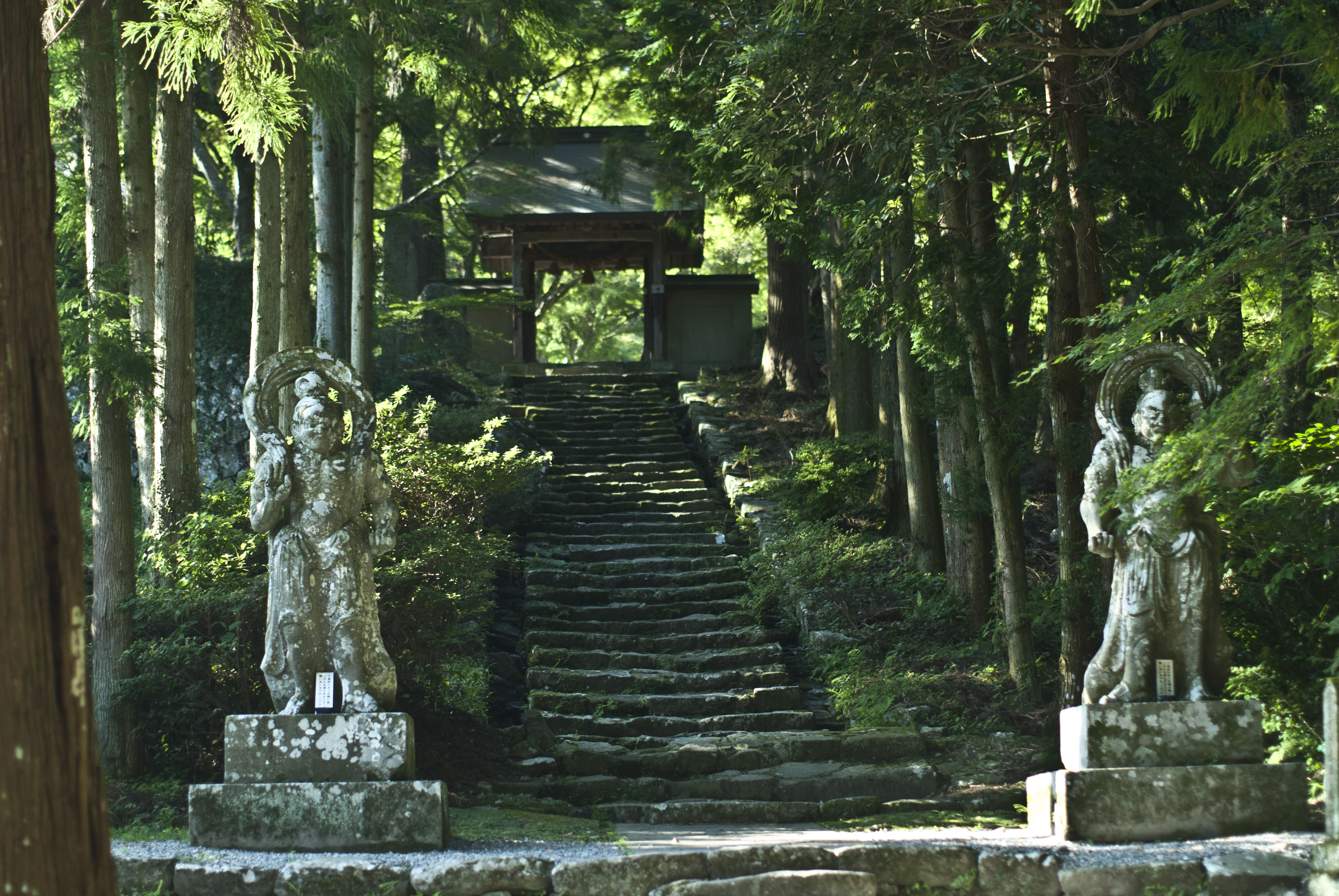
Entrée du Futago-ji.

Les pentes du mont Futago abritent plusieurs temples et sanctuaires anciens, dont le Fuki-ji, le Futago-ji et le Maki Ōdō. Le Kumano magaibutsu est un groupe de statues bouddhistes sculptées en bas-relief dans une falaise.